# Hangal
Hangal oder Hanagalla (Kannada: ಹಾನಗಲ್) ist eine historisch bedeutsame Stadt mit rund 30.000 Einwohnern im indischen Bundesstaat Karnataka.

## Lage und Klima
Hangal liegt im Nordwesten Karnatakas auf dem Dekkan-Plateau in einer Höhe von ca. 560 m etwa 37 km (Fahrtstrecke) westlich der Distriktshauptstadt Haveri. Das Klima ist subtropisch warm; Regen (ca. 780 mm/Jahr) fällt fast nur in den sommerlichen Monsunmonaten.

## Bevölkerung
Offizielle Bevölkerungsstatistiken werden erst seit 1991 geführt und veröffentlicht.
| Jahr      | 1991   | 2001   | 2011   |
| Einwohner | 20.906 | 25.009 | 28.159 |

Gut 51 % der mehrheitlich Kannada sprechenden Bevölkerung sind Hindus, etwa 48 % sind Moslems und weniger als 1 % gehören anderen Religionsgruppen wie Jains, Sikhs, Buddhisten, Christen an. Der männliche Bevölkerungsanteil übersteigt den weiblichen um ungefähr 4 %.

## Wirtschaft
Die Umgebung von Hangal ist in hohem Maße landwirtschaftlich orientiert; in der Stadt selbst haben sich Handwerker, Händler und Dienstleister aller Art niedergelassen.

## Geschichte

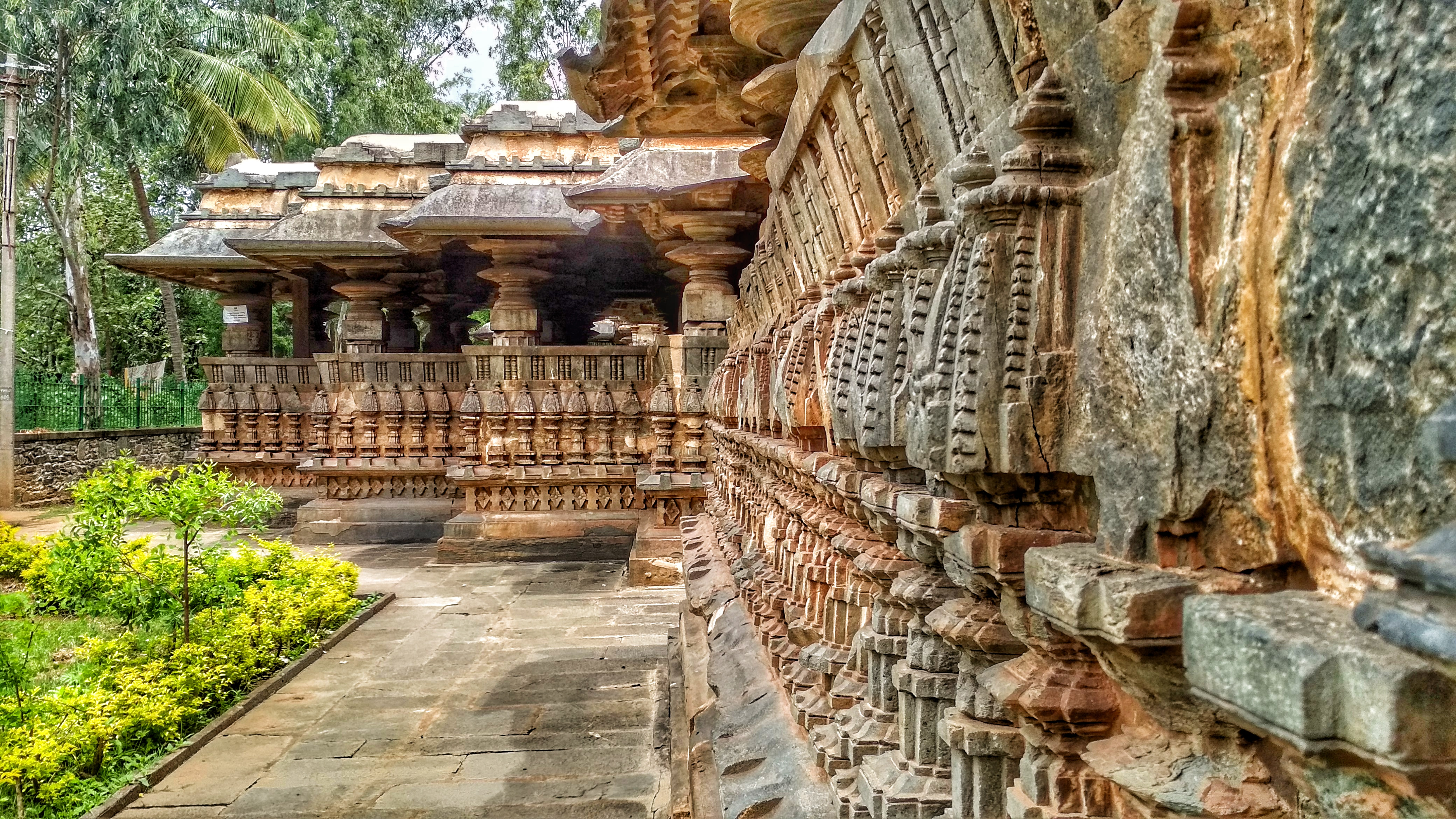
Tarakeshwara-Tempel

Das Gebiet um Hangal (früher Panungal, später Viratakote oder Viratanagari) gehörte im frühen Mittelalter zum Reich der Kadamba, der Chalukyas von Badami und der Rashtrakutas. Wie Inschriften bezeugen kam die Stadt im 11. und 12. Jahrhundert unter die Einflusssphäre der Chalukyas von Kalyani, bis die Kalachuri und die Hoysala sukzessive die Macht übernahmen, denen im Jahr 1348 das Vijayanagar-Reich folgte, das selbst wiederum im Jahr 1565 in der Schlacht von Talikota den vereinigten Heeren der Dekkan-Sultanate unterlag. Diese waren jedoch untereinander zerstritten und so konnte der hinduistische Fürstenstaat von Mysore die Macht zeitweise übernehmen, die ihm jedoch von den Sultanen der Adil-Shahi-Dynastie von Bijapur streitig gemacht wurde. Von 1761 bis 1799 okkupierten Haidar Ali und Tipu Sultan, zwei quasi unabhängig regierende Generäle des Fürstenstaats Mysore, die Macht; danach dehnten die Briten ihren Einfluss auch auf Südindien aus.

## Sehenswürdigkeiten

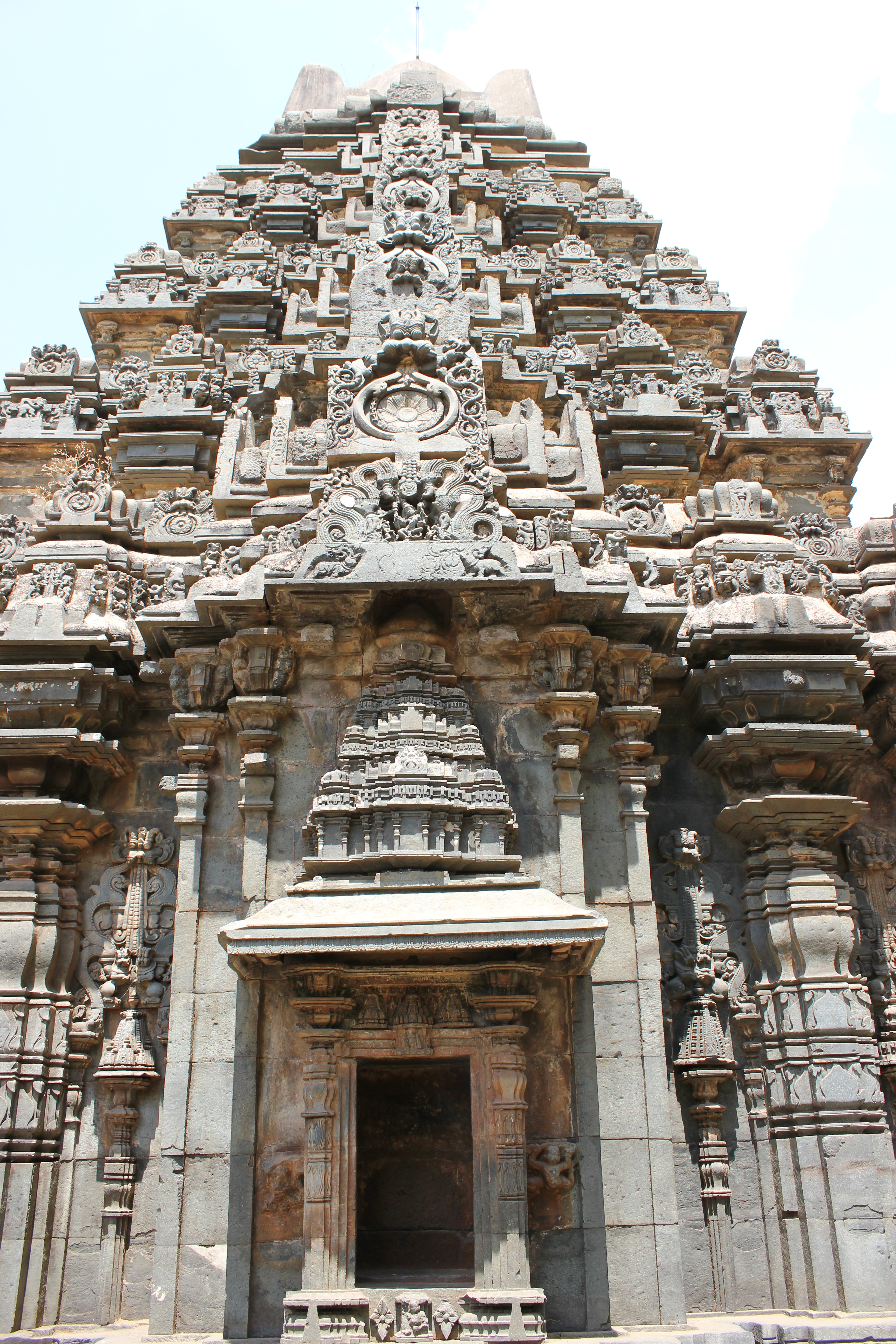
Turmaufbau (vimana)

- Der dem Hindu-Gott Shiva geweihte und reich gegliederte (rathas) Tarakeshwara-Tempel stammt aus der Chalukya-Zeit (12. Jahrhundert). Er besteht aus einer turmbekrönten dunklen Cella (garbhagriha) und einer dreigeteilten, von gedrechselten Säulen gestützten Vorhalle (mandapa), in deren Mitte sich eine außergewöhnlich große achteckige Halle mit einem Durchmesser von ca. 9 m befindet, deren Decke von einem Kraggewölbe mit hängendem Schlussstein gebildet wird. Über ein mehrfach abgestuftes Portal mit einem glückverheißenden Gajalakshmi-Motiv betritt man die erhöht liegende, nur durch das Eingangsportal belichtete Cella, in der sich ein Shiva-Lingam mit umschließender Yoni befindet. Die Außenwände des Tempels sind mit kleinen turmbekrönten Nischen oder mit balusterähnlichen Pilastern geschmückt; Figuren fehlen.
- In unmittelbarer Nachbarschaft stehen ein Nandi-Schrein und ein Ganesha-Tempel.

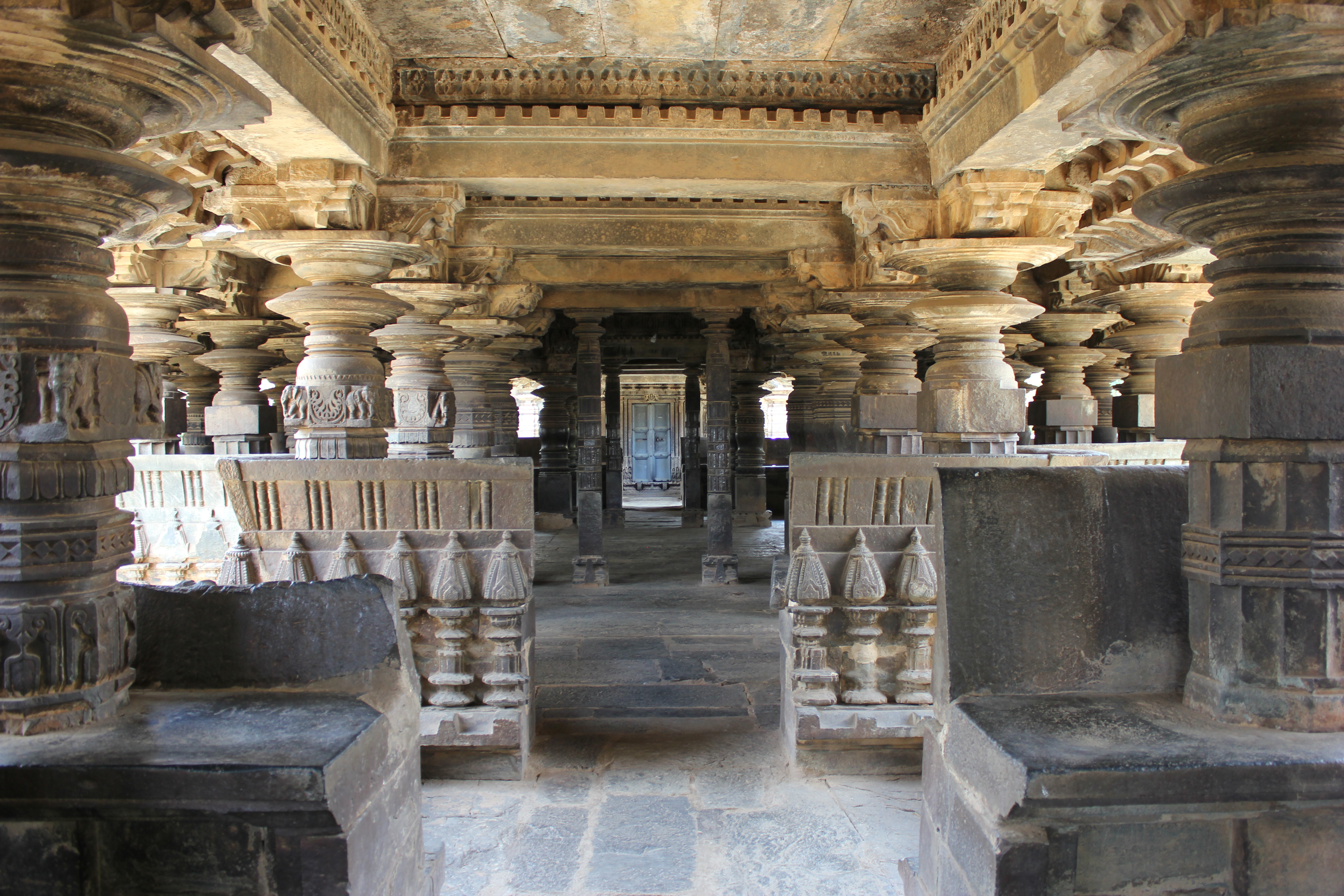
Vorhalle (mandapa)
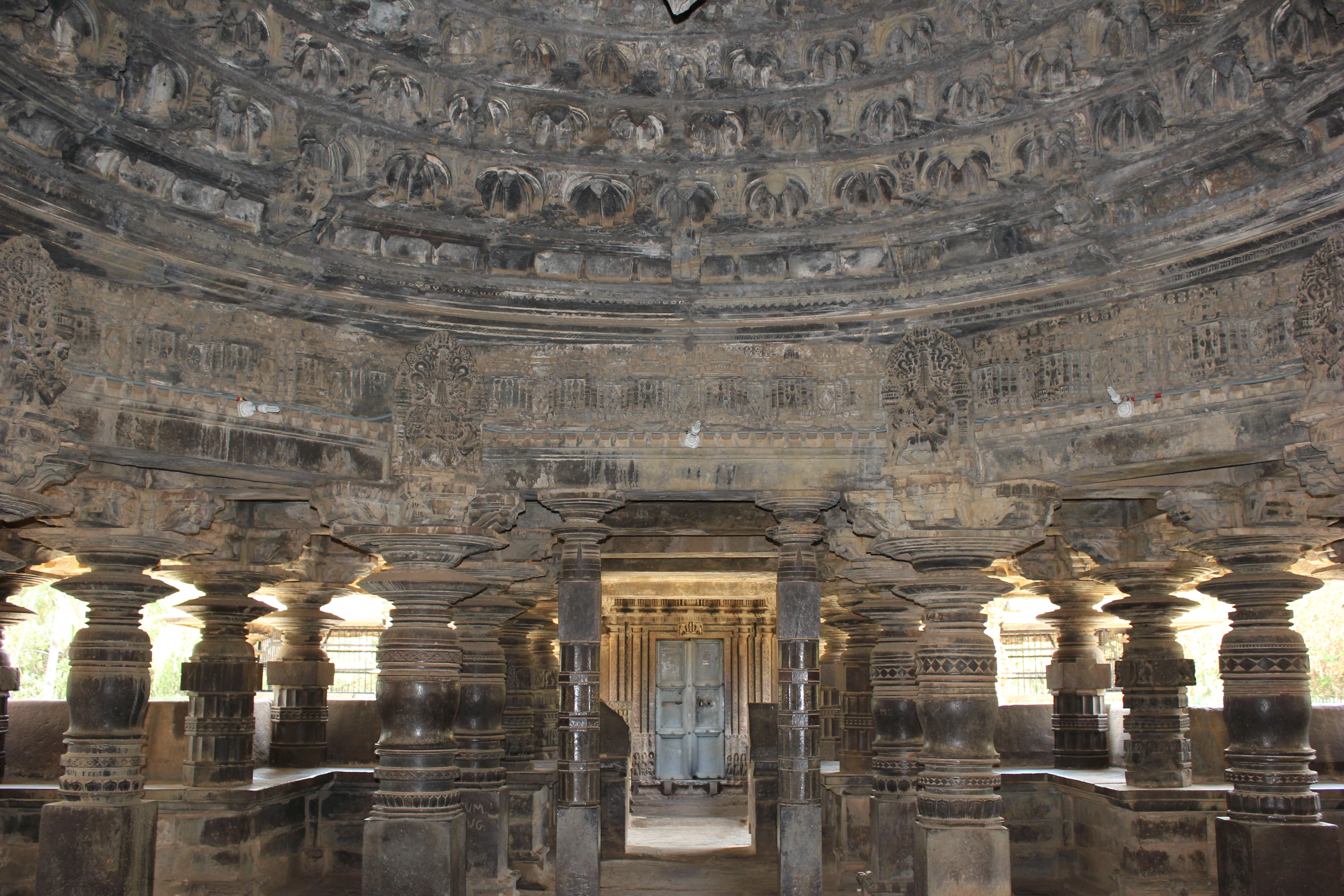
Zentraler Raum der Vorhalle
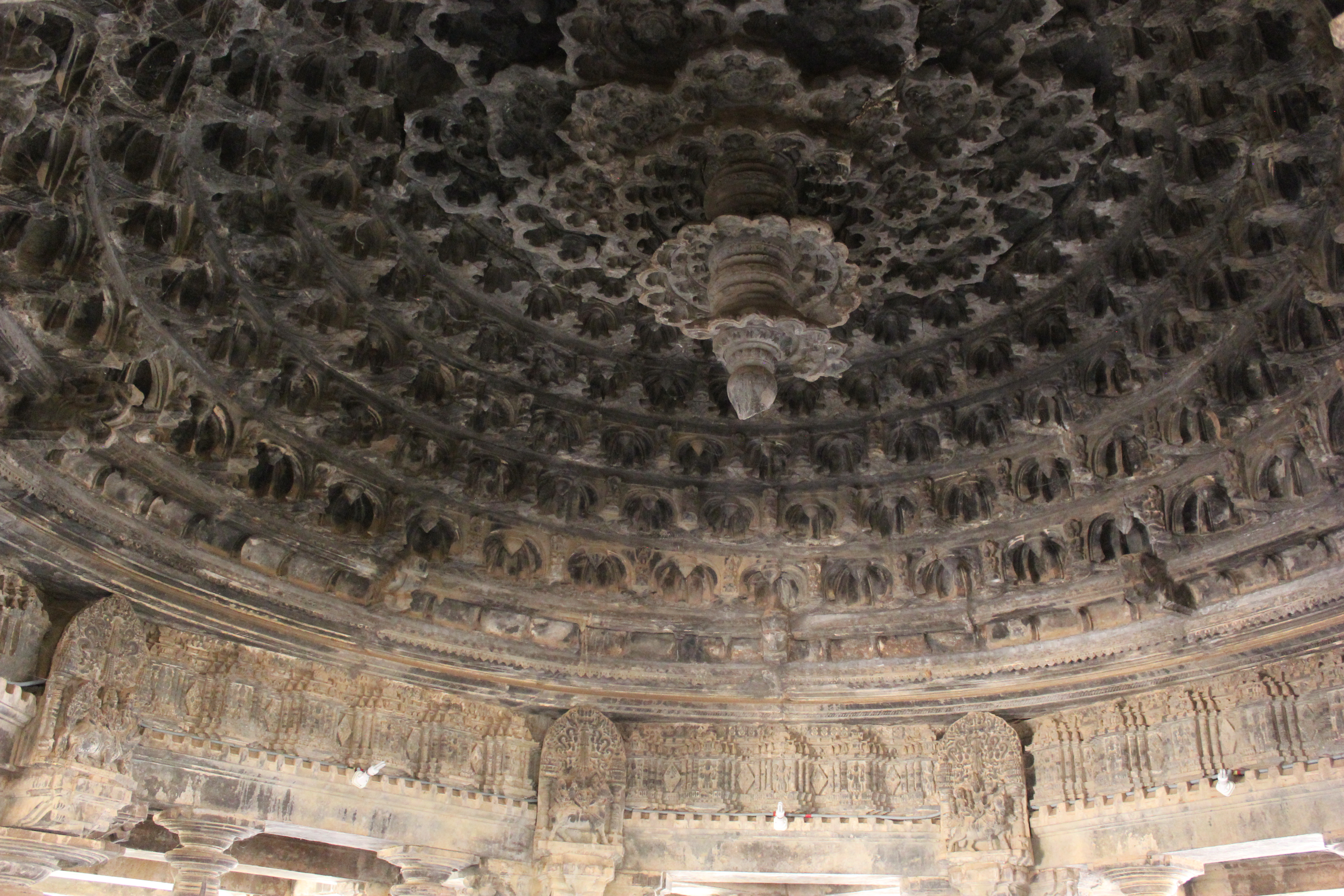
Kragkuppel mit Abhängling
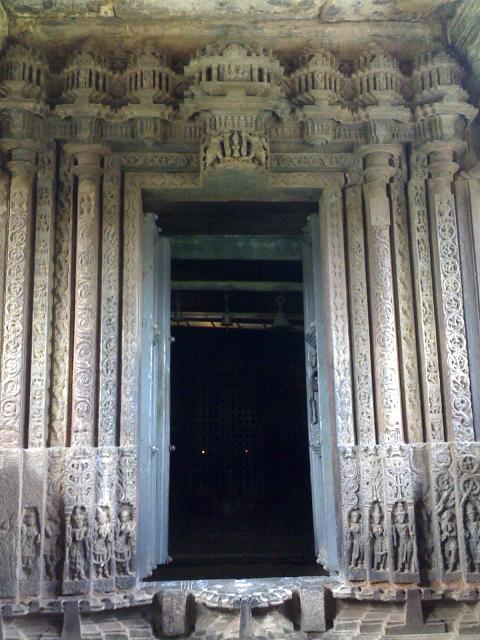
Eingangsportal zur Cella

- Der deutlich kleinere, aber etwa gleichzeitig entstandene Billeshwara-Tempel ist ebenfalls Shiva geweiht; die Vorhalle (mandapa) fehlt. Bemerkenswert sind der Turmaufbau über der von einer Deckenrosette geschmückte Cella sowie deren abgestuftes und reich reliefiertes Portal mit einem weiteren Gajalakshmi-Motiv. Der Lingam ist über 1 m hoch.
- Im Bereich des ehemaligen Forts stehen ein Jain-Tempel und ein Virabhadra-Tempel. Beide sind restaurierungsbedürftig.